# كأس الاتحاد الإنجليزي 1933–34
كأس الاتحاد الإنجليزي 1933–34 (بالإنجليزية: 1933–34 FA Cup)‏ هو الموسم 59 من  كأس الاتحاد الإنجليزي. أقيم خلال الفترة 3 سبتمبر 1933 وحتى 29 أبريل 1934، والذي يشرف على تنظيمه الاتحاد الإنجليزي لكرة القدم، وفاز فيه مانشستر سيتي.